# Semêndria
Semêndria (em cirílico: Смедерево) é uma vila da Sérvia localizada no município de Semêndria, pertencente ao distrito de Podunavlje, na região de Podunavlje. A sua população era de 63028 habitantes segundo o censo de 2011. É o centro administrativo do distrito de Podunavlje.
Banhada pelo rio Danúbio, a cidade de Semêndria tinha em 2002 uma população de 77 808 habitantes e todo o município contava com 109 809 residentes.

## Demografia

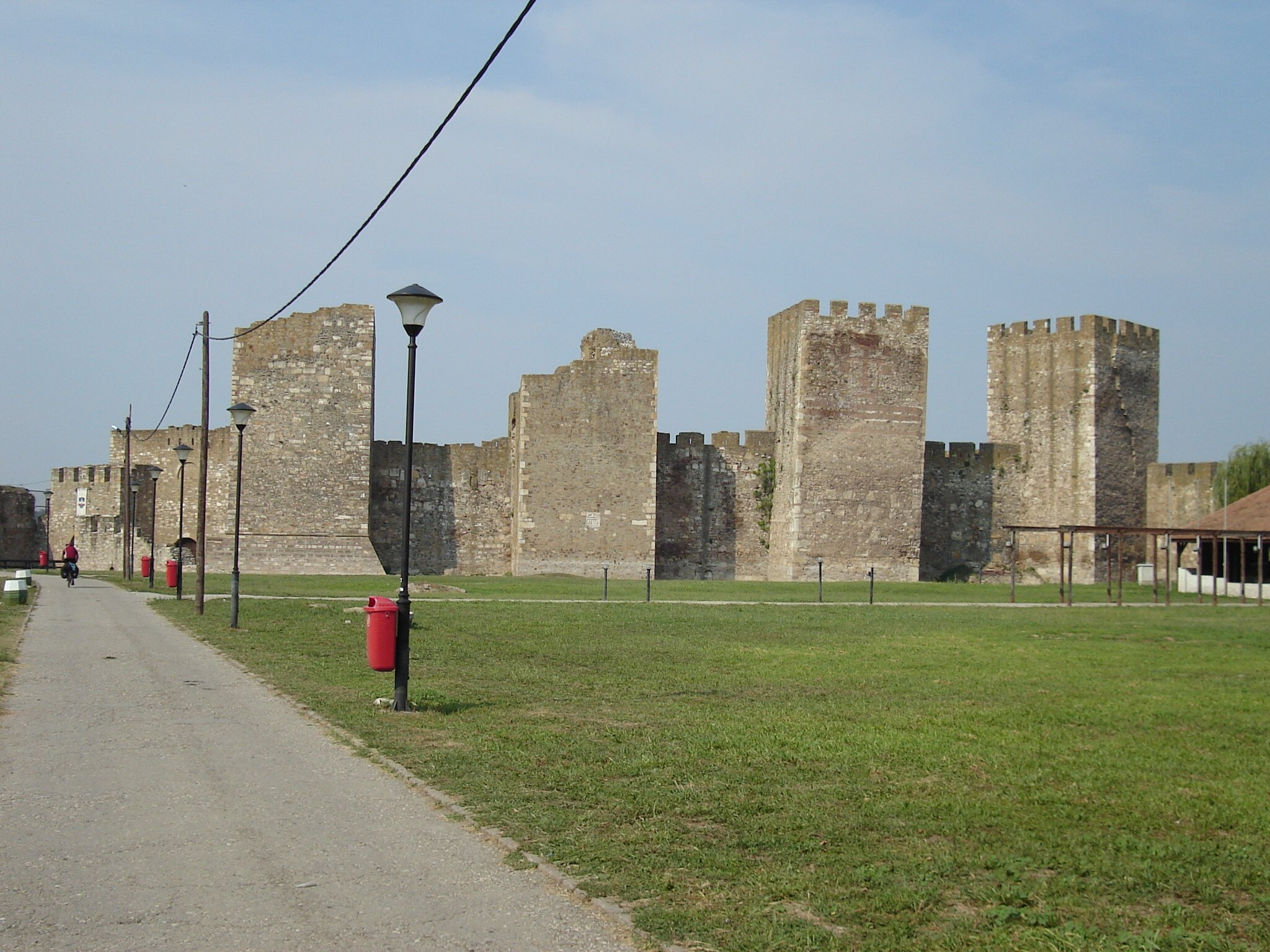
Fortaleza de Semêndria

| 1948  | 1953  | 1961  | 1971  | 1981  | 1991  | 2002  | 2011  |
| ----- | ----- | ----- | ----- | ----- | ----- | ----- | ----- |
| 14206 | 18328 | 27182 | 40192 | 55369 | 63884 | 62805 | 63028 |